# Catarhoe virescens
Catarhoe virescens är en fjärilsart som beskrevs av Leo Schwingenschuss 1930. Catarhoe virescens ingår i släktet Catarhoe och familjen mätare. Inga underarter finns listade i Catalogue of Life.